# Атиену

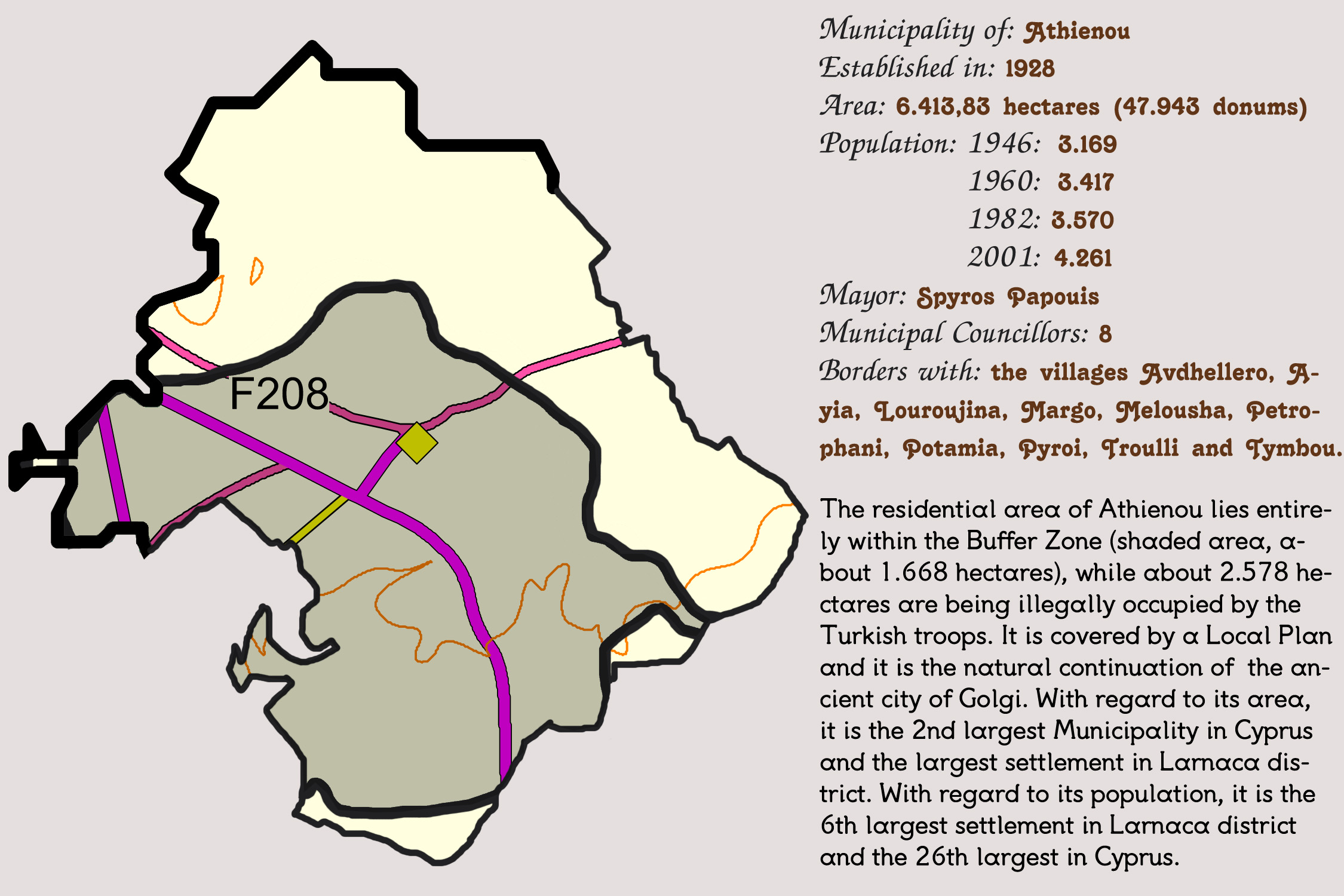
Расположение Атиену

Атиену (греч. Αθηένου или Αθηαίνου; тур. Kiracıköy) — посёлок в округе Ларнака, остров Кипр. Является одним из 4 посёлков, расположенных на территории Зелёной линии ООН между Республикой Кипр и территориями, контролируемыми непризнанной ТРСК (остальные три — это Пила, Трулли и Дения). В настоящее время население Атиену составляет около 5 тысяч человек. Здесь осуществляется археологический проект Дэвидсонский колледж.
На территории посёлка в 2008 году был основан Музей местной культуры и археологии. Здесь со времён бронзового века существовало поселение — вначале этеокипрское, затем греческое.

## Известные уроженцы
- Архиепископ Кипра Георгий Третий.